# Microeca
Microeca Gould, 1841 è un genere di uccelli della famiglia dei Petroicidi.

## Tassonomia
Comprende tre specie:
- Microeca flavigaster Gould, 1843 - pigliamosche ventregiallo australiano;
- Microeca hemixantha P. L. Sclater, 1883 - pigliamosche delle Tanimbar;
- Microeca fascinans (Latham, 1802) - pigliamosche bruno australiano.

Mentre M. hemixantha è endemica delle isole Tanimbar, M. flavigaster e M. fascinans vivono sia in Nuova Guinea che in Australia.